# La Liga de 2015–16
A La Liga de 2015–16 (conhecida como a Liga BBVA por razões de patrocínio) foi a 85ª edição da La Liga. O Barcelona entra como o atual campeão. 

## Promovidos e Rebaixados
| Pos. | Rebaixados da 1.ª Divisão |
| ---- | ------------------------- |
| 18º  | Rayo Vallecano            |
| 19º  | Getafe                    |
| 20º  | Levante                   |

| Pos. | Promovidos de Liga Adelante |
| ---- | --------------------------- |
| 1º   | Betis                       |
| 2º   | Club Deportivo Leganés      |
| 4º   | Las Palmas (Promoção)       |

## Participantes
| Equipe              | Cidade        | Treinador          | Em 2014/2015    | Estádio (mando)            | Capacidade | Títulos        | Material Esportivo |
| ------------------- | ------------- | ------------------ | --------------- | -------------------------- | ---------- | -------------- | ------------------ |
| Athletic Bilbao     | Bilbau        | Ernesto Valverde   | 7°              | San Mamés                  | 53.000     | 8              | Nike               |
| Atlético de Madrid  | Madrid        | Diego Simeone      | 3°              | Vicente Calderón           | 54.851     | 10             | Nike               |
| Barcelona           | Barcelona     | Luis Enrique       | 1°              | Camp Nou                   | 99.354     | 23             | Nike               |
| Betis               | Sevilha       | Juan Merino        | 1° (2ª Divisão) | Benito Villamarín          | 52.500     | 1              | Adidas             |
| Celta de Vigo       | Vigo          | Eduardo Berizzo    | 8°              | Balaídos                   | 31.800     | 0 (não possui) | Adidas             |
| Deportivo La Coruña | Corunha       | Víctor Sánchez     | 16°             | Riazor                     | 34.600     | 1              | Lotto              |
| Eibar               | Eibar         | José Mendilibar    | 18°             | Ipurua                     | 6.267      | 0 (não possui) | Puma               |
| Espanyol            | Barcelona     | Constantin Gâlcă   | 10°             | Cornellà-El Prat           | 40.500     | 0 (não possui) | Joma               |
| Getafe              | Getafe        | Juan Esnáider      | 15°             | Alfonso Pérez              | 17.392     | 0 (não possui) | Joma               |
| Granada             | Granada       | José González      | 17°             | Estádio Nuevo Los Cármenes | 22.524     | 0 (não possui) | Joma               |
| Las Palmas          | Las Palmas    | Quique Setién      | 4° (2ª Divisão) | Grã Canária                | 32.150     | 0 (não possui) | Acerbis            |
| Levante             | Valência      | Rubi               | 14°             | Ciutat de València         | 25.534     | 0 (não possui) | Nike               |
| Málaga              | Málaga        | Javi Gracia        | 9°              | La Rosaleda                | 35.530     | 0 (não possui) | Nike               |
| Rayo Vallecano      | Madrid        | Paco Jémez         | 11°             | Campo de Vallecas          | 14.790     | 0 (não possui) | Kelme              |
| Real Madrid         | Madrid        | Zinédine Zidane    | 2°              | Santiago Bernabéu          | 85.454     | 32             | Adidas             |
| Real Sociedad       | San Sebastián | Eusebio Sacristán  | 12°             | Anoeta                     | 32.076     | 2              | Adidas             |
| Sevilla             | Sevilha       | Unai Emery         | 5°              | Ramón Sánchez Pizjuán      | 45.500     | 1              | New Balance        |
| Sporting Gijón      | Gijón         | Abelardo Fernández | 2° (2ª Divisão) | El Molinón                 | 30.000     | 1              | Kappa              |
| Valencia            | Valência      | Pako Ayestaran     | 4°              | Mestalla                   | 55.000     | 6              | Adidas             |
| Villarreal          | Vila-real     | Marcelino García   | 6°              | El Madrigal                | 25.000     | 0 (não possui) | Xtep               |

## Classificação
Atualizado 16 de maio de 2016
| Pos. | Equipes             | Pts | J  | V  | E  | D  | GP  | GC | SG  | %    | Classificação ou rebaixamento                               |
| ---- | ------------------- | --- | -- | -- | -- | -- | --- | -- | --- | ---- | ----------------------------------------------------------- |
| 1    | Barcelona           | 91  | 38 | 29 | 4  | 5  | 112 | 29 | 83  | 79.8 | Fase de Grupos da Liga dos Campeões da UEFA de 2016–17      |
| 2    | Real Madrid         | 90  | 38 | 28 | 6  | 4  | 110 | 34 | 76  | 78.9 | Fase de Grupos da Liga dos Campeões da UEFA de 2016–17      |
| 3    | Atlético de Madrid  | 88  | 38 | 28 | 4  | 6  | 63  | 18 | 45  | 77.2 | Fase de Grupos da Liga dos Campeões da UEFA de 2016–17      |
| 4    | Villarreal          | 64  | 38 | 18 | 10 | 10 | 44  | 35 | 9   | 56.1 | Play-offs da Liga dos Campeões da UEFA de 2016–17           |
| 5    | Athletic Bilbao     | 62  | 38 | 18 | 8  | 12 | 58  | 45 | 13  | 54.4 | Fase de Grupos da Liga Europa da UEFA de 2016-17            |
| 6    | Celta de Vigo       | 60  | 38 | 17 | 9  | 12 | 51  | 59 | –8  | 52.6 | Terceira Pré-Eliminatória da Liga Europa da UEFA de 2016-17 |
| 7    | Sevilla*            | 52  | 38 | 14 | 10 | 14 | 51  | 50 | 1   | 45.6 | Play-offs da Liga Europa da UEFA de 2016-17                 |
| 8    | Málaga              | 48  | 38 | 12 | 12 | 14 | 38  | 35 | 3   | 42.1 |                                                             |
| 9    | Real Sociedad       | 48  | 38 | 13 | 9  | 16 | 45  | 48 | –3  | 42.1 |                                                             |
| 10   | Betis               | 45  | 38 | 11 | 12 | 15 | 34  | 52 | –18 | 39.5 |                                                             |
| 11   | Las Palmas          | 44  | 38 | 12 | 8  | 18 | 45  | 53 | –8  | 38.6 |                                                             |
| 12   | Valencia            | 44  | 38 | 11 | 11 | 16 | 46  | 48 | –2  | 38.6 |                                                             |
| 13   | Espanyol            | 43  | 38 | 12 | 7  | 19 | 40  | 74 | –34 | 37.7 |                                                             |
| 14   | Eibar               | 43  | 38 | 11 | 10 | 17 | 49  | 61 | –12 | 37.7 |                                                             |
| 15   | Deportivo La Coruña | 42  | 38 | 8  | 18 | 12 | 45  | 61 | –16 | 36.8 |                                                             |
| 16   | Granada             | 39  | 38 | 10 | 9  | 19 | 46  | 69 | –23 | 34.2 |                                                             |
| 17   | Sporting de Gijón   | 39  | 38 | 10 | 9  | 19 | 40  | 62 | –22 | 34.2 |                                                             |
| 18   | Rayo Vallecano      | 38  | 38 | 9  | 11 | 18 | 52  | 73 | –21 | 33.3 | Rebaixamento à Segunda Divisão Espanhola de 2016–17         |
| 19   | Getafe              | 36  | 38 | 9  | 9  | 20 | 37  | 67 | –30 | 31.6 | Rebaixamento à Segunda Divisão Espanhola de 2016–17         |
| 20   | Levante             | 32  | 38 | 8  | 8  | 22 | 37  | 70 | –33 | 28.1 | Rebaixamento à Segunda Divisão Espanhola de 2016–17         |

* Por ter  vencido a Liga Europa da UEFA de 2015–16, o Sevilla se qualificou para a Fase de Grupos da Liga dos Campeões da UEFA de 2016–17

## Estatísticas
| Pos. | Jogador           | Equipe              | Gols |
| ---- | ----------------- | ------------------- | ---- |
| 1    | Luis Suárez       | Barcelona           | 40   |
| 2    | Cristiano Ronaldo | Real Madrid         | 35   |
| 3    | Lionel Messi      | Barcelona           | 26   |
| 4    | Karim Benzema     | Real Madrid         | 24   |
| 4    | Neymar            | Barcelona           | 24   |
| 6    | Antoine Griezmann | Atlético de Madrid  | 22   |
| 7    | Aritz Aduriz      | Athletic Bilbao     | 20   |
| 8    | Rubén Castro      | Betis               | 19   |
| 8    | Gareth Bale       | Real Madrid         | 19   |
| 10   | Borja González    | Eibar               | 18   |
| 11   | Lucas Pérez       | Deportivo La Coruña | 17   |
| 12   | Youssef El-Arabi  | Granada             | 16   |
| 12   | Kevin Gameiro     | Sevilla             | 16   |
| 14   | Iago Aspas        | Celta de Vigo       | 14   |
| 15   | Imanol Agirretxe  | Real Sociedad       | 13   |
| 15   | Paco Alcácer      | Valencia            | 13   |
| 17   | Javi Guerra       | Rayo Vallecano      | 12   |
| 17   | Cédric Bakambu    | Villarreal          | 12   |
| 17   | Charles           | Málaga              | 12   |
| 17   | Nolito            | Celta de Vigo       | 12   |
| 21   | Antonio Sanabria  | Sporting de Gijón   | 11   |
| 21   | Fernando Torres   | Atlético de Madrid  | 11   |
| 23   | Jozabed Ruíz      | Rayo Vallecano      | 10   |
| 23   | Jonathan Viera    | Las Palmas          | 10   |

| Pos. | Jogador            | Equipe              | Assis. |
| ---- | ------------------ | ------------------- | ------ |
| 1    | Lionel Messi       | Barcelona           | 16     |
| 1    | Luis Suárez        | Barcelona           | 16     |
| 3    | Koke               | Atlético de Madrid  | 14     |
| 4    | Neymar             | Barcelona           | 12     |
| 5    | Cristiano Ronaldo  | Real Madrid         | 11     |
| 6    | Toni Kroos         | Real Madrid         | 10     |
| 6    | Marco Asensio      | Espanyol            | 10     |
| 6    | Roberto Soldado    | Villarreal          | 10     |
| 6    | Gareth Bale        | Real Madrid         | 10     |
| 10   | Jonathan Viera     | Las Palmas          | 9      |
| 11   | James Rodríguez    | Real Madrid         | 8      |
| 11   | Roberto Trashorras | Rayo Vallecano      | 8      |
| 11   | Lucas Pérez        | Deportivo La Coruña | 8      |
| 11   | Markel Susaeta     | Athletic Bilbao     | 8      |
| 15   | Luis Alberto       | Deportivo La Coruña | 7      |
| 15   | Jony Rodríguez     | Sporting de Gijón   | 7      |
| 15   | Karim Benzema      | Real Madrid         | 7      |
| 15   | Rubén Pardo        | Real Sociedad       | 7      |
| 15   | Fabián Orellana    | Celta de Vigo       | 7      |
| 15   | Nolito             | Celta de Vigo       | 7      |
| 15   | Isco               | Real Madrid         | 7      |

### Hat-tricks
| Jogador            | Para            | Contra            | Resultado | Data                    | Ref.   |
| ------------------ | --------------- | ----------------- | --------- | ----------------------- | ------ |
| Cristiano Ronaldo5 | Real Madrid     | Espanyol          | 6–0       | 12 de setembro de 2015  | [ 11 ] |
| Imanol Agirretxe   | Real Sociedad   | Granada           | 3–0       | 22 de setembro de 2015  | [ 12 ] |
| Charles            | Málaga          | Real Sociedad     | 3–1       | 3 de outubro de 2015    | [ 13 ] |
| Neymar4            | Barcelona       | Rayo Vallecano    | 5–2       | 17 de outubro de 2015   | [ 14 ] |
| Kevin Gameiro      | Sevilla         | Getafe            | 5–0       | 24 de outubro de 2015   | [ 15 ] |
| Luis Suárez        | Barcelona       | Eibar             | 3–1       | 25 de outubro de 2015   | [ 16 ] |
| Aritz Aduriz       | Athletic Bilbao | Rayo Vallecano    | 3–0       | 29 de novembro de 2015  | [ 17 ] |
| Antonio Sanabria   | Sporting Gijón  | Las Palmas        | 3–1       | 6 de dezembro de 2015   | [ 18 ] |
| Karim Benzema      | Real Madrid     | Rayo Vallecano    | 10–2      | 20 de dezembro de 2015  | [ 19 ] |
| Gareth Bale4       | Real Madrid     | Rayo Vallecano    | 10–2      | 20 de dezembro de 2015  | [ 19 ] |
| Lionel Messi       | Barcelona       | Granada           | 4–0       | 09 de janeiro de 2016   | [ 20 ] |
| Gareth Bale        | Real Madrid     | La Coruña         | 5–0       | 09 de janeiro de 2016   | [ 21 ] |
| Luis Suárez        | Barcelona       | Athletic Bilbao   | 6–0       | 17 de janeiro de 2016   | [ 22 ] |
| Antonio Sanabria   | Sporting Gijón  | Real Sociedad     | 5–1       | 22 de janeiro de 2016   | [ 23 ] |
| Cristiano Ronaldo  | Real Madrid     | Espanyol          | 6–0       | 31 de janeiro de 2016   | [ 24 ] |
| Luis Suárez        | Barcelona       | Celta de Vigo     | 6–1       | 14 de fevereiro de 2016 | [ 25 ] |
| Aritz Aduriz       | Athletic Bilbao | La Coruña         | 4–1       | 2 de março de 2016      | [ 26 ] |
| Lionel Messi       | Barcelona       | Rayo Vallecano    | 5–1       | 3 de março de 2016      | [ 27 ] |
| Cristiano Ronaldo4 | Real Madrid     | Celta Vigo        | 7–1       | 5 de março de 2016      | [ 28 ] |
| Luis Suárez4       | Barcelona       | La Coruña         | 8–0       | 20 de abril de 2016     | [ 29 ] |
| Paco Alcácer       | Valencia        | Eibar             | 4–0       | 20 de abril de 2016     | [ 30 ] |
| Youssef El-Arabi   | Granada         | Levante           | 5–1       | 21 de abril de 2016     | [ 31 ] |
| Luis Suárez4       | Barcelona       | Sporting de Gijón | 6–0       | 23 de abril de 2016     | [ 32 ] |
| Luis Suárez        | Barcelona       | Granada           | 3–0       | 14 de maio de 2016      | [ 33 ] |

5 Jogador marcou cinco gols

4 Jogador marcou quatro gols

### Público
Atualizado 15 de maio de 2016
| Pos. | Equipe              | Total      | Maior  | Menor  | Média  | Mudança |
| ---- | ------------------- | ---------- | ------ | ------ | ------ | ------- |
| 1    | Barcelona           | 1 486 763  | 98 902 | 65 531 | 78 251 | +0.7%†  |
| 2    | Real Madrid         | 1 286 433  | 80 148 | 61 564 | 67 707 | −7.8%†  |
| 3    | Atlético Madrid     | 820 812    | 51 933 | 29 737 | 43 201 | −7.1%†  |
| 4    | Athletic Bilbao     | 797 268    | 47 785 | 37 552 | 41 961 | +3.2%†  |
| 5    | Valencia            | 709 329    | 47 217 | 27 876 | 37 333 | −14.8%† |
| 6    | Real Betis          | 686 700    | 46 061 | 24 879 | 36 142 | +17.9%1 |
| 7    | Sevilla             | 646 007    | 40 395 | 21 915 | 34 000 | +9.3%†  |
| 8    | Sporting de Gijón   | 440 723    | 28 140 | 19 536 | 23 196 | +20.0%1 |
| 9    | Deportivo La Coruña | 437 148    | 29 666 | 16 185 | 23 008 | +8.1%†  |
| 10   | Las Palmas          | 402 922    | 28 414 | 15 819 | 21 206 | +32.3%1 |
| 11   | Málaga              | 401 292    | 28 290 | 13 909 | 21 121 | −5.0%†  |
| 12   | Real Sociedad       | 386 468    | 27 484 | 12 755 | 20 340 | −7.9%†  |
| 13   | Espanyol            | 348 353    | 27 395 | 12 461 | 18 334 | −1.9%†  |
| 14   | Celta de Vigo       | 342 272    | 24 519 | 13 584 | 18 014 | −5.8%†  |
| 15   | Villarreal          | 318 573    | 23 450 | 12 843 | 16 767 | +5.0%†  |
| 16   | Granada             | 301 361    | 20 552 | 12 711 | 15 861 | −3.7%†  |
| 17   | Levante             | 259 258    | 22 424 | 9 225  | 13 645 | −10.6%† |
| 18   | Rayo Vallecano      | 218 308    | 13 775 | 9 301  | 11 490 | +8.0%†  |
| 19   | Getafe              | 138 861    | 12 772 | 4 532  | 7 308  | −0.7%†  |
| 20   | Eibar               | 98 868     | 5 941  | 4 215  | 5 204  | +8.9%†  |
|      | Total               | 10 527 719 | 98 902 | 4 215  | 27 705 | +3.6%†  |

Fonte: Carece de fontes
Notas:
1: O time jogou a última temporada na Segunda Divisão

## Prêmios
|                     | Jogador           | Equipe             |
| ------------------- | ----------------- | ------------------ |
| Melhor jogador      | Antoine Griezmann | Atlético de Madrid |
| Melhor treinador    | Diego Simeone     | Atlético de Madrid |
| Melhor goleiro      | Jan Oblak         | Atlético de Madrid |
| Melhor defensor     | Diego Godín       | Atlético de Madrid |
| Melhor meia         | Luka Modrić       | Real Madrid        |
| Melhor atacante     | Lionel Messi      | Barcelona          |
| Jogador revelação   | Marco Asensio     | Espanyol           |
| LaLiga World Player | Luis Suárez       | Barcelona          |

### Troféu Alfredo Di Stéfano
O Troféu Alfredo Di Stéfano é um prêmio atribuído pelo jornal esportivo Marca para o melhor jogador do Campeonato Espanhol (La Liga).
| Temporada | Vencedor          | Equipe      |
| --------- | ----------------- | ----------- |
| 2015–16   | Cristiano Ronaldo | Real Madrid |

### Troféu Pichichi
16 de maio de 2016.
O Pichichi é um prêmio entregue ao final de cada temporada da La Liga pelo jornal espanhol Marca ao artilheiro do campeonato.
| Pos. | Jogador           | Equipe      | GM | Jogos | Média |
| ---- | ----------------- | ----------- | -- | ----- | ----- |
| 1º   | Luis Suárez       | Barcelona   | 40 | 35    | 1.14  |
| 2º   | Cristiano Ronaldo | Real Madrid | 35 | 36    | 0.97  |
| 3º   | Lionel Messi      | Barcelona   | 26 | 33    | 0.79  |
| 4º   | Neymar            | Barcelona   | 24 | 34    | 0.71  |
| 4º   | Karim Benzema     | Real Madrid | 24 | 27    | 0.89  |

### Troféu Zamora
16 de maio de 2016.
O Troféu Zamora é um prêmio entregue ao final de cada temporada da La Liga pelo jornal espanhol Marca ao goleiro com menos gols sofridos no campeonato.
| Pos. | Jogador         | Equipe             | GC | Jogos | Média |
| ---- | --------------- | ------------------ | -- | ----- | ----- |
| 1º   | Jan Oblak       | Atlético de Madrid | 18 | 38    | 0.47  |
| 2º   | Claudio Bravo   | Barcelona          | 22 | 32    | 0.69  |
| 3º   | Alphonse Areola | Villarreal         | 26 | 32    | 0.81  |
| 4º   | Keylor Navas    | Real Madrid        | 28 | 34    | 0.82  |
| 5º   | Gorka Iraizoz   | Athletic Bilbao    | 37 | 36    | 1.03  |

## Mudança de técnicos
| Clube         | Antecessor          | Motivo    | Data            | Rod | Pos | Sucessor          | Ref.          |
| ------------- | ------------------- | --------- | --------------- | --- | --- | ----------------- | ------------- |
| Las Palmas    | Paco Herrera        | Demitido  | 19 de outubro   | 8ª  | 19° | Quique Setién     | [ 37 ]        |
| Levante       | Lucas Alcaraz       | Demitido  | 26 de outubro   | 9ª  | 20º | Rubi              | [ 38 ] [ 39 ] |
| Real Sociedad | David Moyes         | Demitido  | 9 de novembro   | 11ª | 16º | Eusebio Sacristán | [ 40 ] [ 41 ] |
| Valencia      | Nuno Espírito Santo | Resignado | 29 de novembro  | 13ª | 9º  | Gary Neville      | [ 42 ] [ 43 ] |
| Espanyol      | Sergio González     | Demitido  | 14 de dezembro  | 15ª | 12º | Constantin Gâlcă  | [ 44 ]        |
| Real Madrid   | Rafa Benítez        | Demitido  | 4 de janeiro    | 18ª | 3º  | Zinedine Zidane   | [ 45 ]        |
| Betis         | Pepe Mel            | Demitido  | 10 de janeiro   | 19ª | 15º | Juan Merino       | [ 46 ]        |
| Granada       | José Ramón Sandoval | Demitido  | 22 de fevereiro | 25ª | 20º | José González     | [ 47 ] [ 48 ] |
| Valencia      | Gary Neville        | Demitido  | 30 de março     | 30ª | 14º | Pako Ayestaran    | [ 49 ] [ 50 ] |
| Getafe        | Fran Escribá        | Demitido  | 11 de abril     | 32ª | 19º | Juan Esnáider     | [ 51 ] [ 52 ] |
| Real Betis    | Juan Merino         | Demitido  | 9 de maio       | 38ª | 14º | Gustavo Poyet     | [ 53 ]        |

## Transferências mais caras
| Pos. | Jogador                                    | Clube de destino            | Clube de origem    | Preço (R$)  | Ref.   |
| ---- | ------------------------------------------ | --------------------------- | ------------------ | ----------- | ------ |
| 1º   | Jackson Martínez                           | Atlético de Madrid          | Porto              | 130.788.000 | [ 54 ] |
| 2º   | Arda Turan                                 | Barcelona                   | Atlético de Madrid | 127.051.200 | [ 55 ] |
| 3º   | Danilo                                     | Real Madrid                 | Porto              | 117.709.200 | [ 56 ] |
| 4º   | Álvaro Negredo                             | Valencia                    | Manchester City    | 112.104.000 |        |
| 5º   | Rodrigo                                    | Valencia                    | Benfica            | 112.104.000 |        |
| 6º   | Luciano Vietto                             | Atlético de Madrid          | Villarreal         | 74.736.000  |        |
| 7º   | Aleix Vidal                                | Barcelona                   | Sevilla            | 67.262.400  | [ 57 ] |
| 8º   | Filipe Luís                                | Atlético de Madrid          | Chelsea            | 59.788.800  | [ 58 ] |
| 9°   | Ferreira Carrasco João Cancelo André Gomes | Atlético de Madrid Valencia | Monaco Benfica     | 56.052.000  |        |
| 10º  | Stefan Savić                               | Atlético de Madrid          | Fiorentina         | 44.841.600  |        |